# Faustverleihung 2020
Die Faustverleihung 2020, die 15. Verleihung des Deutschen Theaterpreises Der Faust, sollte am 21. November ursprünglich als Gala am Staatstheater Hannover stattfinden. Aufgrund der COVID-19-Pandemie wurde die Preisvergabe vorab aufgezeichnet, moderiert von Seyneb Saleh und Michael Kupfer-Radecky. Der Verleihungs-Film wurde auf den Websites der Veranstalter und der Kooperations- und Medienpartner veröffentlicht. Die Nominierungen wurden am 24. September 2020 bekanntgegeben, der Preis für das Lebenswerk wurde William Forsythe zuerkannt.
Über die Preisträger entschied eine fünfköpfige Jury, die von der Deutschen Akademie der Darstellenden Künste benannt wurde und sich aus folgenden Akademiemitgliedern zusammensetzte: Tatjana Gürbaca, Regina Guhl, Tim Plegge, Marion Tiedtke und Jürgen Zielinski.
Der wichtigste deutsche Theaterpreis wurde auch 2020 durch die Kulturstiftung der Länder, die Deutsche Akademie der Darstellenden Künste und den Deutschen Bühnenverein finanziert/vergeben, lokaler Kooperationspartner war das Staatstheater Hannover, Medienpartner waren 3sat und die Fachzeitschrift Die Deutsche Bühne.

## Preisträger und Nominierte
Regie Schauspiel
Ewelina Marciniak – Der Boxer – Thalia Theater Hamburg
Moritz Nikolaus Koch – Michael Kohlhaas – Theater für Niedersachsen Hildesheim
Tilo Nest – Tyll – Hessisches Staatstheater Wiesbaden
Darstellerin/Darsteller Schauspiel
Astrid Meyerfeldt – Mary Tyrone in Eines langen Tages Reise durch die Nacht – Schauspiel Köln
Gina Haller – Ophelia in Hamlet – Schauspielhaus Bochum
Stefanie Reinsperger – Rottin in Glaube und Heimat – Berliner Ensemble
Regie Musiktheater
Martin G. Berger – Ariadne auf Naxos – Deutsches Nationaltheater und Staatskapelle Weimar
Jochen Biganzoli – Tristan und Isolde – Theater Hagen
Yona Kim – Carmen – Nationaltheater Mannheim
Sängerdarstellerin/Sängerdarsteller Musiktheater
Patrick Zielke – Baron Ochs in Der Rosenkavalier – Theater Bremen
Lise Davidsen – Elisabeth in Tannhäuser – Bayreuther Festspiele
Marlis Petersen – Marietta in Die tote Stadt – Bayerische Staatsoper München
Choreografie
Bryan Arias – 29 May 1913 – Hessisches Staatstheater Darmstadt/Wiesbaden
Florentina Holzinger – Tanz – Eine sylphidische Träumerei in Stunts – Sophiensæle Berlin
Jeroen Verbruggen –  Dornröschen – Once upon a dream – Oper Leipzig
Darstellerin/Darsteller Tanz
Lucy Wilke/Pawel Dudu in Scores that shaped our friendship – Tanztendenz München/Schwere Reiter
Alina Cojocaru – Laura Rose Wingfield in Die Glasmenagerie – Hamburg Ballett John Neumeier
Gesamtes Ensemble der Produktion New Ocean – Schauspiel Köln
Regie Kinder- und Jugendtheater
Antje Pfundtner – Ich bin nicht Du – Junges Theater Bremen MOKS
Theresa Henning – Ankommen ist Wlan – The Arrival – Grips-Theater Berlin
Alexander Riemenschneider – Die sexuellen Neurosen unserer Eltern – Junges Schauspielhaus Hamburg
Bühne/Kostüm
Markus Selg und Rodrik Biersteker – Bühne für Ultraworld – Volksbühne Berlin
Sebastian Ellrich – Bühne für Lohengrin – Theater Chemnitz
Katrin Lea Tag – Bühne und Kostüme für Salome – Oper Frankfurt
Lebenswerk
William Forsythe